# Cecropia
Cecropia is een plantengeslacht uit de brandnetelfamilie (Urticaceae) met circa 25 soorten. Deze komen van nature voor in het tropische deel van Amerika.
... · 
Boehmeria · 
Cecropia · 
Coussapoa · 
Dendrocnide · 
Elatostema · 
Parietaria · 
Pilea · 
Soleirolia · 
Urtica (Brandnetel) · 
...